# Kurt Eiberle

Kurt Eiberle (ca. 1971)

Kurt Eiberle (* 25. März 1930 in Madrid; † 26. Mai 1993 in Maur; heimatberechtigt in Zürich) war ein Schweizer Forstingenieur und Hochschullehrer.

## Leben
Kurt Eiberle, Sohn des Monteurs Walter und der Anne Margretha, geborene Meier, heiratete 1957 Helen Mauthe, Tochter des Prokuristen Hans. Er absolvierte ein Studium der Forstwissenschaft an der ETH Zürich, das er 1959 mit der Erlangung des Doktortitels (Dr. sc. techn.) abschloss. 

## Schaffen
Im Jahre 1962 war Eiberle als Adjunkt am Kantonalen Oberforstamt in Aarau tätig. Darauf folgte von 1962 bis 1966 eine Anstellung als Forst- und Domänenverwalter der Burgergemeinde Burgdorf BE. Ab 1961 ging er zudem einer Vorlesungstätigkeit über Wild- und Jagdkunde an der ETH Zürich nach. Des Weiteren leitete er Forschungen im wildkundlichen Versuchsrevier Reppischtal.
Zwischen 1966 und 1971 war Eiberle Oberassistent am Institut für Waldbau der ETH Zürich. Ab 1971 wurde er zum Privatdozent und zwischen 1976 und 1992 war er als Titularprofessor für Wildkunde tätig. Des Weiteren war er von 1990 bis 1992 Bereichsleiter für Forstwissenschaften der Eidgenössischen Forschungsanstalt für Wald, Schnee und Landschaft. Von 1981 bis 1990 war Eiberle Redaktor der Zeitschrift Schweizerisches Zeitschrift für Forstwesen. Mit seinen unzähligen Forschungsarbeiten über den Zusammenhang von Wild und Pflanzendecke prägte er die moderne Wildbiologie. Daneben beschäftigte er sich intensiv mit der Bedeutung ausgestorbener Raubwildarten (u. a. Bedeutung des Luchses in der Kulturlandschaft, 1971). Ferner war er Oberst der Genietruppen.

## Werke
- Untersuchung über Aufbau und Zuwachs von Buchenbeständen. Als Beitrag zur Durchforstungslehre. Zürich: Bühler 1960. Diss. techn. Wiss. ETH Zürich (Beiheft zu den Zeitschriften des Schweizerischen Forstvereins; 31)
- Wald und Wild. Bern: Haupt 1968 (Schweizer Heimatbücher; 132)
- Lebensweise und Bedeutung des Luchses in der Kulturlandschaft, dargestellt anhand der Ausrottungsgeschichte in der Schweiz. Hamburg: Parey 1972. Habilitations-Schrift ETH Zürich. ISBN 978-3-82632-920-3. (Mammalia depicta; 8)